# Naisey-les-Granges
Pour les articles homonymes, voir Granges.
Naisey-les-Granges est une commune française située dans le département du Doubs, la région culturelle et historique de Franche-Comté et la région administrative Bourgogne-Franche-Comté.

## Géographie
Le village est établi sur la première marche du plateau d'Ornans, au pied du pli-faille de Mamirolle.

### Communes limitrophes
|                | Bouclans              |                                 |
| La Chevillotte | Naisey-les-Granges    | Gonsans                         |
| Mamirolle      | L'Hôpital-du-Grosbois | Étalans (Verrières-du-Grosbois) |

### Climat
Pour des articles plus généraux, voir Climat de la Bourgogne-Franche-Comté et Climat du Doubs.
En 2010, le climat de la commune est de type climat de montagne, selon une étude du Centre national de la recherche scientifique s'appuyant sur une série de données couvrant la période 1971-2000. En 2020, Météo-France publie une typologie des climats de la France métropolitaine dans laquelle la commune est exposée à un climat semi-continental et est dans la région climatique  Jura, caractérisée par une forte pluviométrie en toutes saisons (1 000 à 1 500 mm/an), des hivers rigoureux et un ensoleillement médiocre. 
Pour la période 1971-2000, la température annuelle moyenne est de 9,4 °C, avec une amplitude thermique annuelle de 16,9 °C. Le cumul annuel moyen de précipitations est de 1 282 mm, avec 13,3 jours de précipitations en janvier et 10,3 jours en juillet. Pour la période 1991-2020, la température moyenne annuelle observée sur la station météorologique de Météo-France la plus proche, « Adam-lès-Vercel », sur la commune d'Adam-lès-Vercel à 13 km à vol d'oiseau, est de 9,8 °C et le cumul annuel moyen de précipitations est de 1 510,7 mm. 
La température maximale relevée sur cette station est de 38,4 °C, atteinte le 24 juillet 2019 ; la température minimale est de −22,9 °C, atteinte le 2 mars 2005,,. 
Les paramètres climatiques de la commune ont été estimés pour le milieu du siècle (2041-2070) selon différents scénarios d'émission de gaz à effet de serre à partir des nouvelles projections climatiques de référence DRIAS-2020. Ils sont consultables sur un site dédié publié par Météo-France en novembre 2022.

## Urbanisme

### Typologie
Au 1er janvier 2024, Naisey-les-Granges est catégorisée commune rurale à habitat dispersé, selon la nouvelle grille communale de densité à 7 niveaux définie par l'Insee en 2022.
Elle est située hors unité urbaine. Par ailleurs la commune fait partie de l'aire d'attraction de Besançon, dont elle est une commune de la couronne,. Cette aire, qui regroupe 310 communes, est catégorisée dans les aires de 200 000 à moins de 700 000 habitants,.

### Occupation des sols
L'occupation des sols de la commune, telle qu'elle ressort de la base de données européenne d’occupation biophysique des sols Corine Land Cover (CLC), est marquée par l'importance des forêts et milieux semi-naturels (50 % en 2018), une proportion sensiblement équivalente à celle de 1990 (50,7 %). La répartition détaillée en 2018 est la suivante : 
forêts (50 %), terres arables (21,6 %), zones agricoles hétérogènes (17,7 %), prairies (8,1 %), zones urbanisées (2,7 %). L'évolution de l’occupation des sols de la commune et de ses infrastructures peut être observée sur les différentes représentations cartographiques du territoire : la carte de Cassini (XVIIIe siècle), la carte d'état-major (1820-1866) et les cartes ou photos aériennes de l'IGN pour la période actuelle (1950 à aujourd'hui).

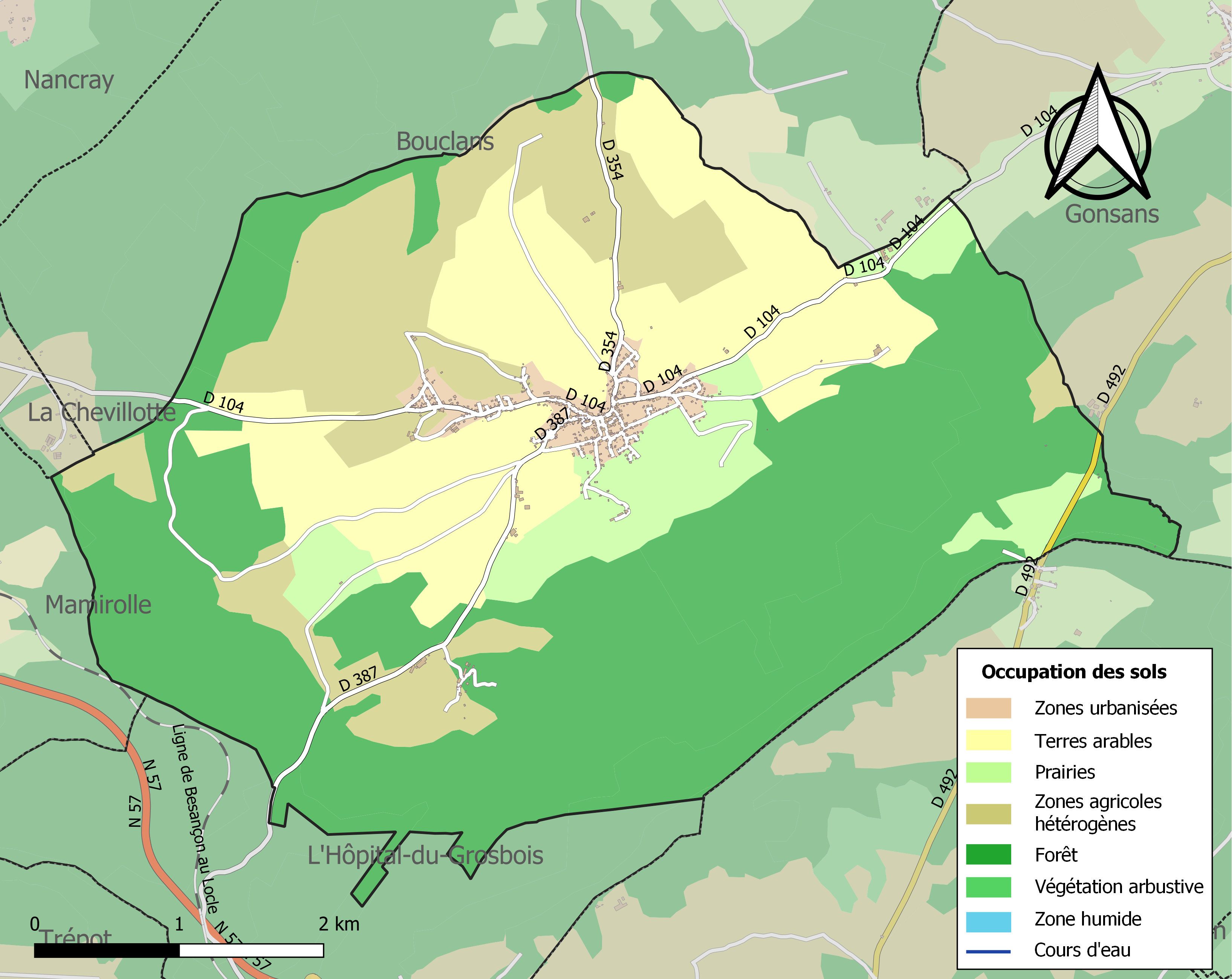
Carte des infrastructures et de l'occupation des sols de la commune en 2018 (CLC).

## Toponymie
Fusion depuis 1973 : 
- Naisey : Nasey en 1108, 1139 ; Nasel en 1713 ; Naysey en 1139 ; Nasi au XIIe siècle ; Neyse en 1227 ; Naisey en 1614.
- Les Granges-de-Vienney : La Grange de Vianne en 1576 ; Vieney en 1680 ; La Grange de Vienney en 1793 ; Vienney en 1819, 1824 ; Viennay en 1830 ; Granges Vienney en 1832 ; Vienney les Granges en 1850 ; Vienney en 1861[13].

## Histoire
Le premier seigneur connu est Louis de Joux, vivant au XIIe siècle, second fils de Landri de Joux. Le second est Jean de Joux fils d'Amaury IV de Joux, entre eux deux siècles s'écoulent sans trace d'un quelconque sire de Joux à la tête de ces terres. On trouve en 1194 un Raimbaud de Naisey, puis en 1233-1261 un Lambert de Naisey, chevalier, cité avec sa femme Alix et ses fils Richard, Renaud, Thiébaud et Jean. En 1260 existe Jean de Naisey et en 1301 Milon de Naisey tous deux chevaliers.

## Politique et administration

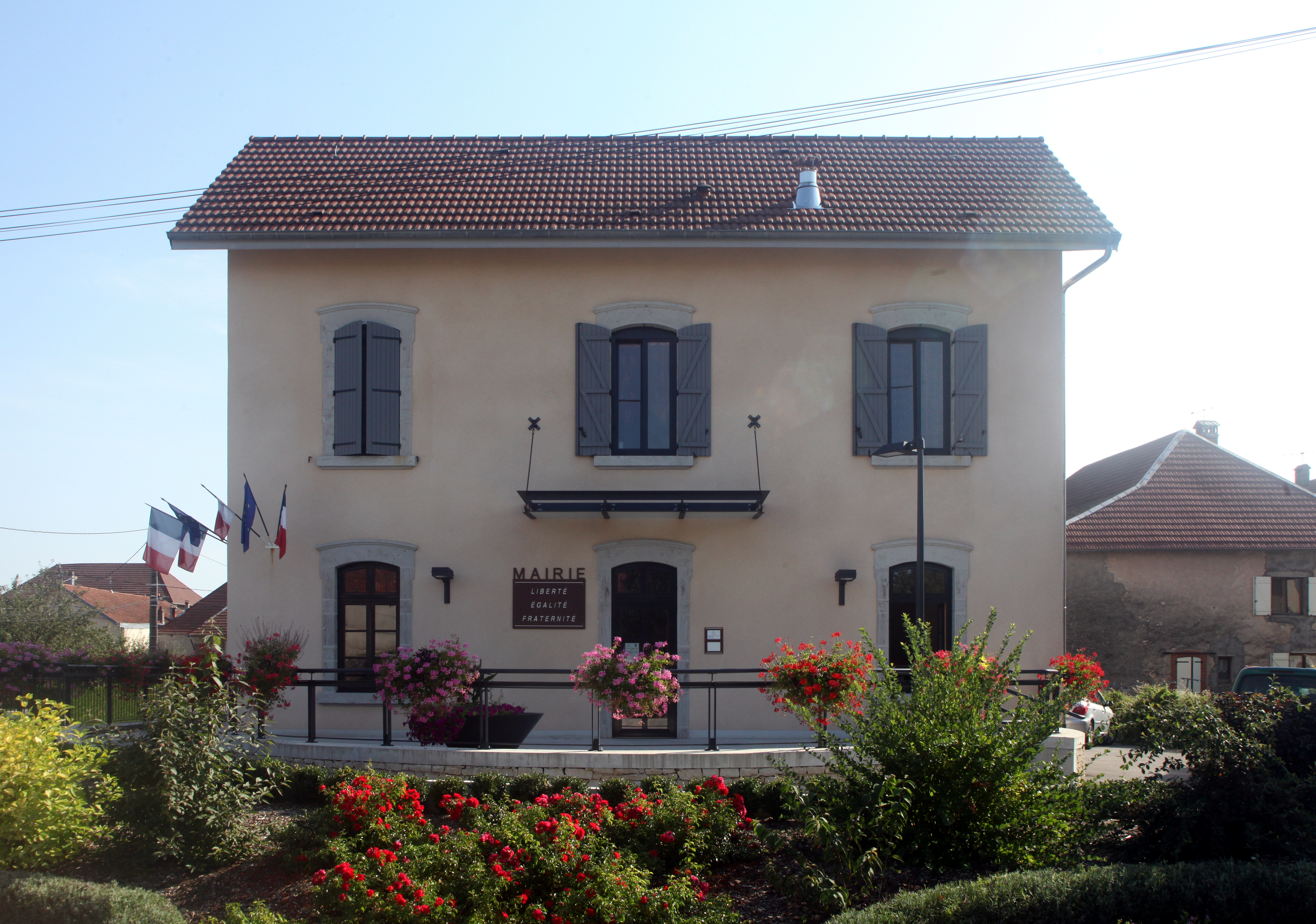
Mairie.

| Période                                  | Période                   | Identité                                   | Étiquette | Qualité                    |
| ---------------------------------------- | ------------------------- | ------------------------------------------ | --------- | -------------------------- |
| mars 2008                                | 2014                      | Jean-Louis Jeannin                         |           |                            |
| mars 2014                                | En cours (au 31 mai 2020) | Jacky Morel Réélu pour le mandat 2020-2026 | SE        | Retraité Fonction publique |
| Les données manquantes sont à compléter. |                           |                                            |           |                            |

## Démographie
L'évolution du nombre d'habitants est connue à travers les recensements de la population effectués dans la commune depuis 1793. Pour les communes de moins de 10 000 habitants, une enquête de recensement portant sur toute la population est réalisée tous les cinq ans, les populations de référence des années intermédiaires étant quant à elles estimées par interpolation ou extrapolation. Pour la commune, le premier recensement exhaustif entrant dans le cadre du nouveau dispositif a été réalisé en 2008.

En 2022, la commune comptait 822 habitants, en évolution de +3,01 % par rapport à 2016 (Doubs : +1,88 %, France hors Mayotte : +2,11 %).
| 1793 | 1800 | 1806 | 1821 | 1831 | 1836 | 1841 | 1846 | 1851 |
| ---- | ---- | ---- | ---- | ---- | ---- | ---- | ---- | ---- |
| 664  | 664  | 725  | 684  | 696  | 746  | 739  | 754  | 805  |

| 1856 | 1861 | 1866 | 1872 | 1876 | 1881 | 1886 | 1891 | 1896 |
| ---- | ---- | ---- | ---- | ---- | ---- | ---- | ---- | ---- |
| 719  | 739  | 740  | 639  | 641  | 644  | 617  | 556  | 543  |

| 1901 | 1906 | 1911 | 1921 | 1926 | 1931 | 1936 | 1946 | 1954 |
| ---- | ---- | ---- | ---- | ---- | ---- | ---- | ---- | ---- |
| 516  | 542  | 515  | 514  | 457  | 489  | 447  | 451  | 405  |

| 1962 | 1968 | 1975 | 1982 | 1990 | 1999 | 2006 | 2008 | 2013 |
| ---- | ---- | ---- | ---- | ---- | ---- | ---- | ---- | ---- |
| 413  | 414  | 442  | 470  | 534  | 597  | 682  | 706  | 782  |

| 2018 | 2022 | - | - | - | - | - | - | - |
| ---- | ---- | - | - | - | - | - | - | - |
| 795  | 822  | - | - | - | - | - | - | - |

## Culture locale et patrimoine

### Lieux et monuments
- L'église Saint-Antide qui recèle plusieurs éléments recensés dans la base Palissy : autel retable du croisillon nord, tableau, 15 sculptures en médaillons : Les Mystères du Rosaire, 2 bustes-reliquaires, chaire à prêcher, statue : Saint évêque.
- Le château de Sagey au centre du village.
- La fontaine sur la place centrale.
- Les vestiges du château d'Andernach, cité dès 1045 sous l'appellation castrum Nassiaco. Selon divers ouvrages, il fut pris et détruit par les troupes de Louis XI, vers 1479, lors des Guerres de Bourgogne. Un œil avisé y distingue de nos jours : une basse-cour protégée par une tour d'angle à chaque extrémité de l'enceinte, la crête rocheuse où avait été bâti le château à proprement parler, et qui était fossoyée de part et d'autre du castel. Une plateforme située au pied du château, côté sud, marque l'emplacement d'un bâtiment annexe et non fortifié...Du haut des vestiges de ce site castral, et par temps clair, il est possible de distinguer très nettement le haut du donjon du château de Vaite, bâti en surplomb de la petite commune de Champlive. À la fin du XIXe siècle, l'archiviste Jules Gauthier y mit au jour les restes d'un casque médiéval datable, selon lui, du XVe siècle.

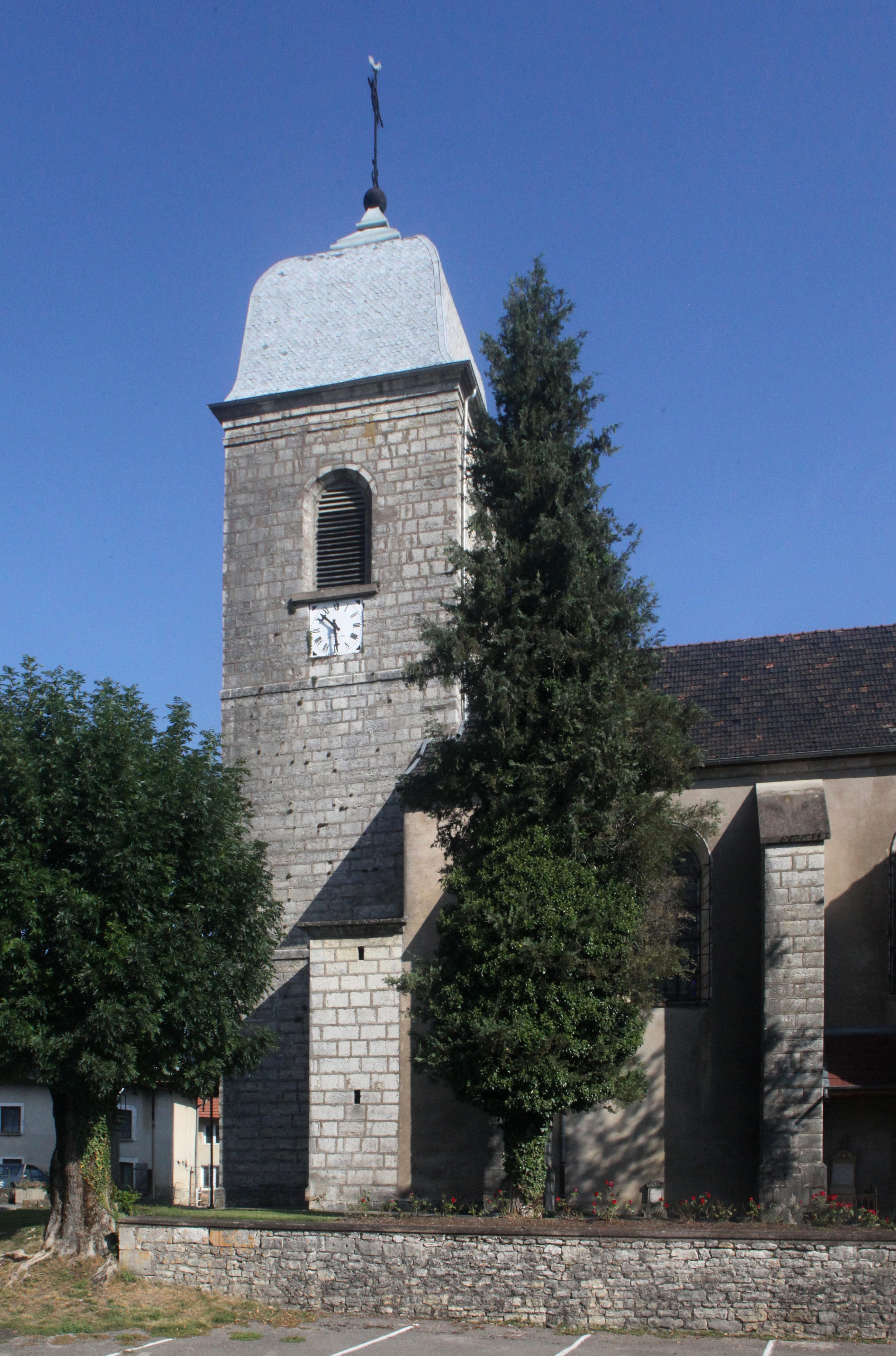
Église.
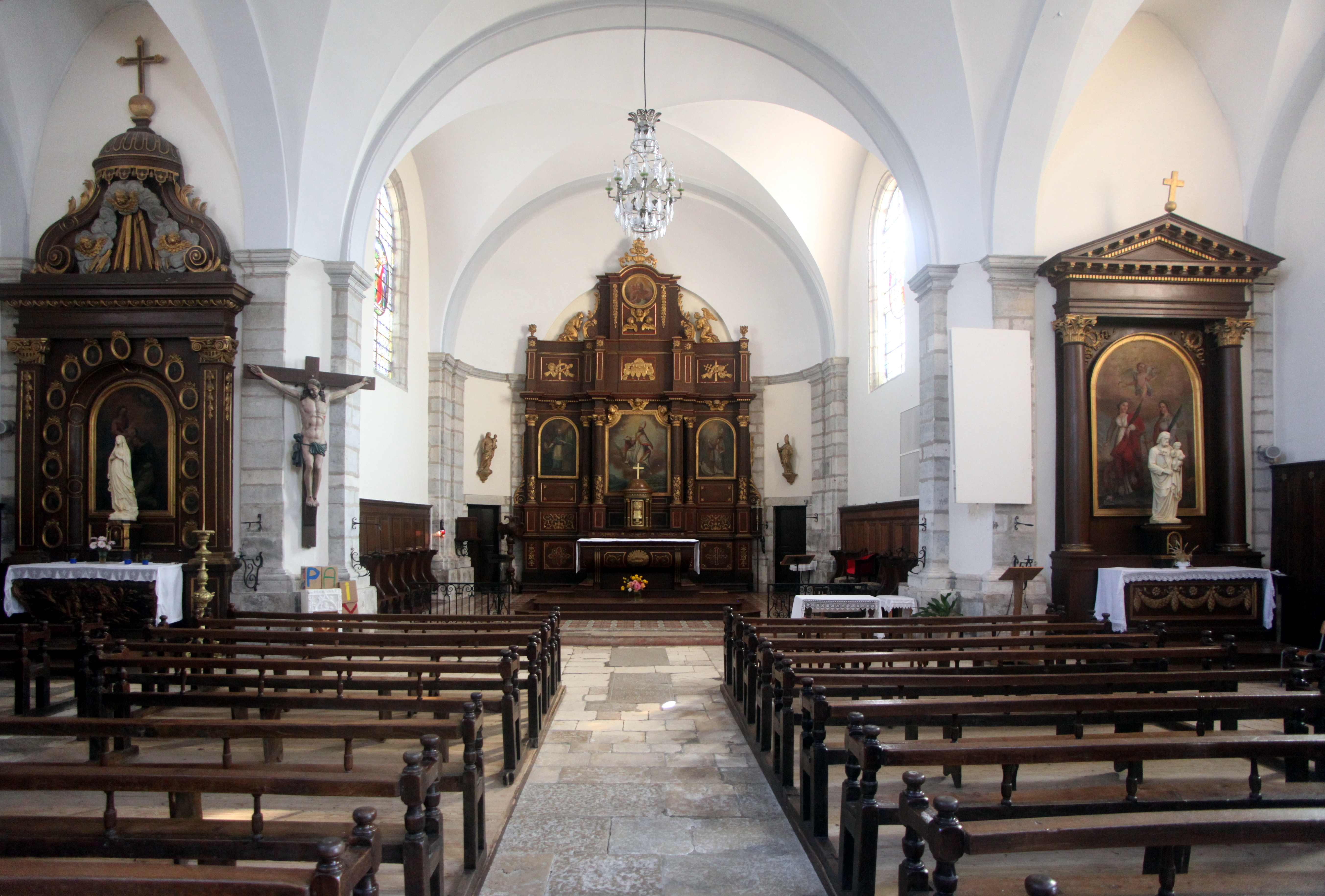
Église.
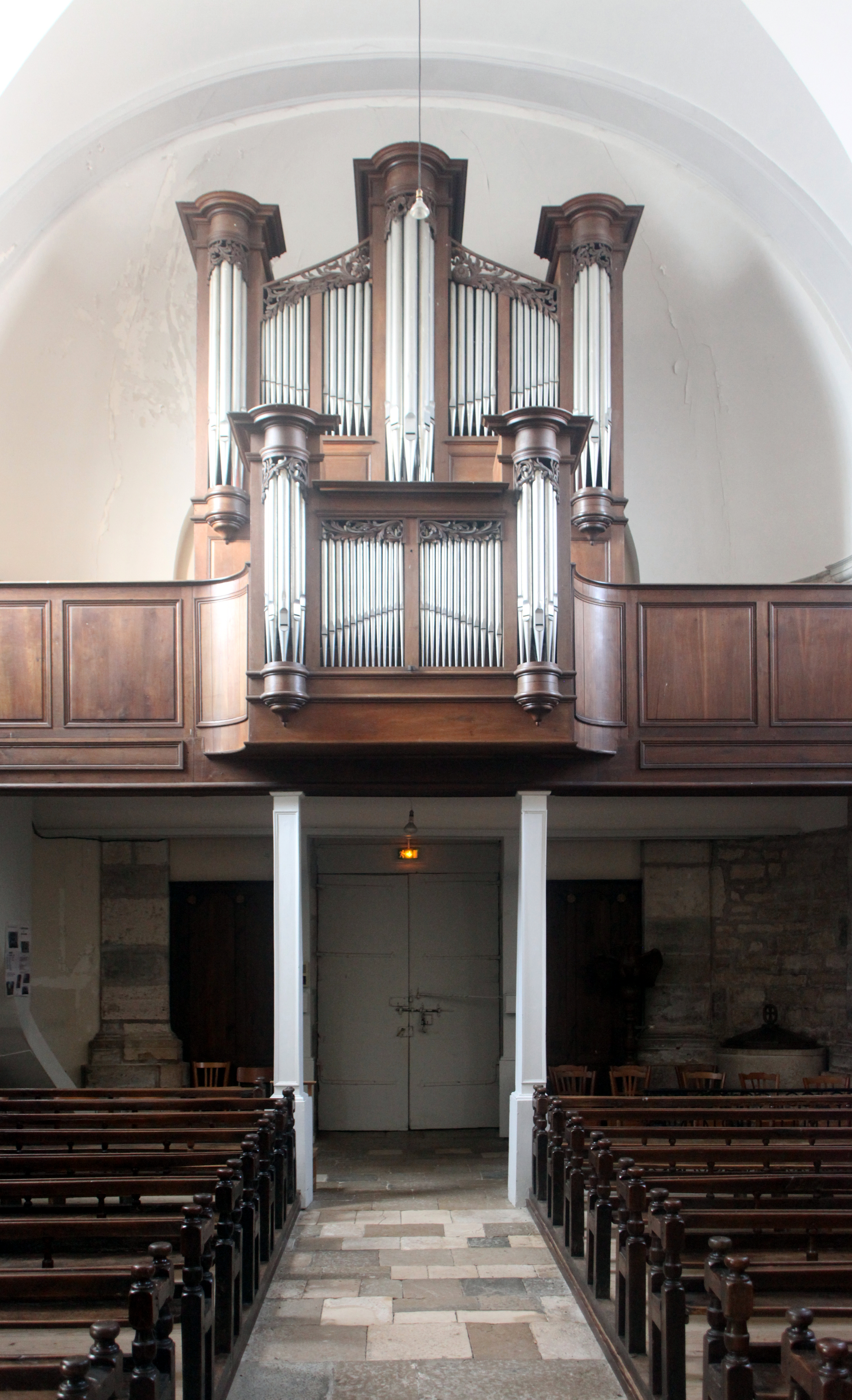
Orgues de l'église.
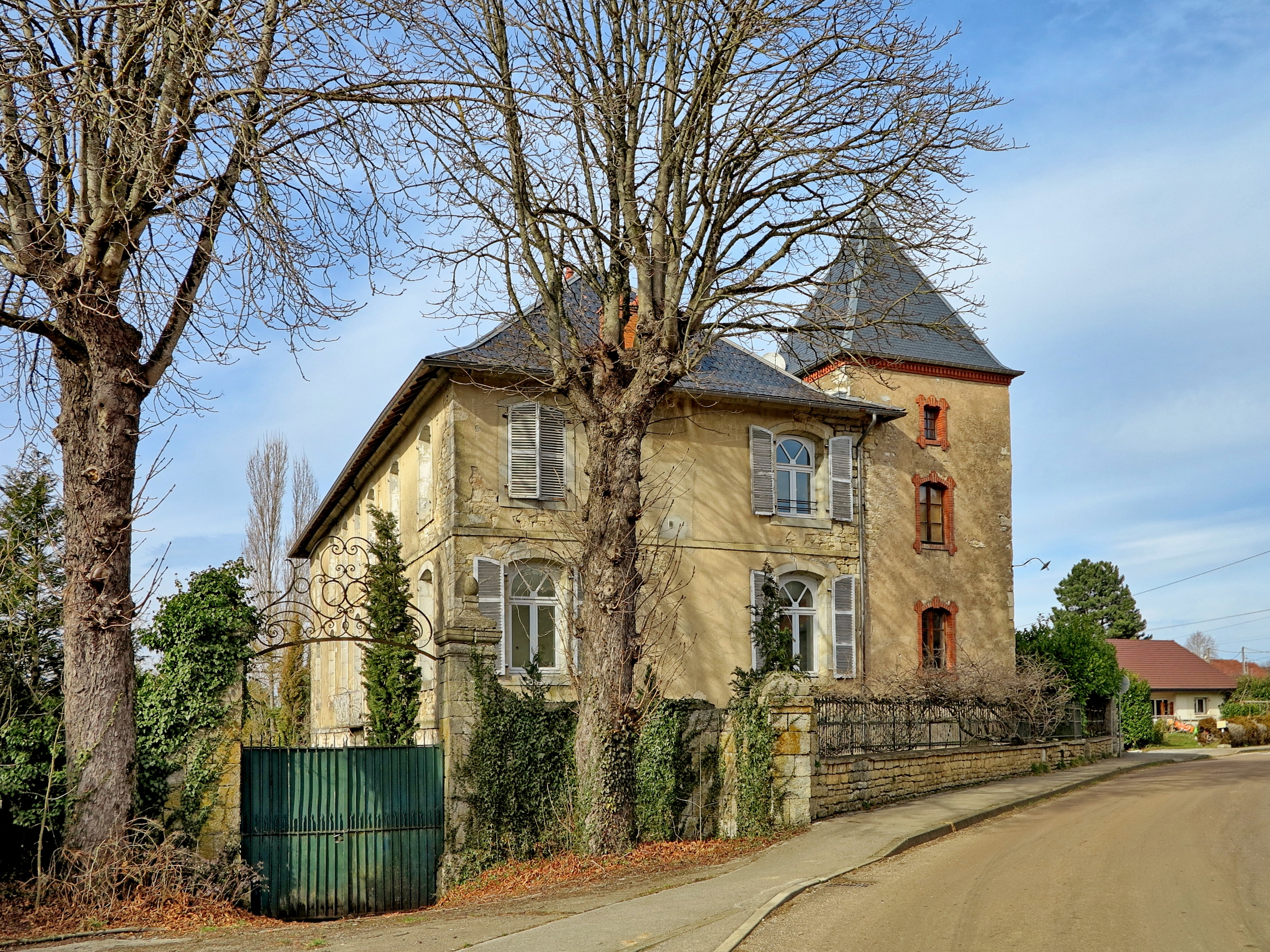
Château de Sagey.
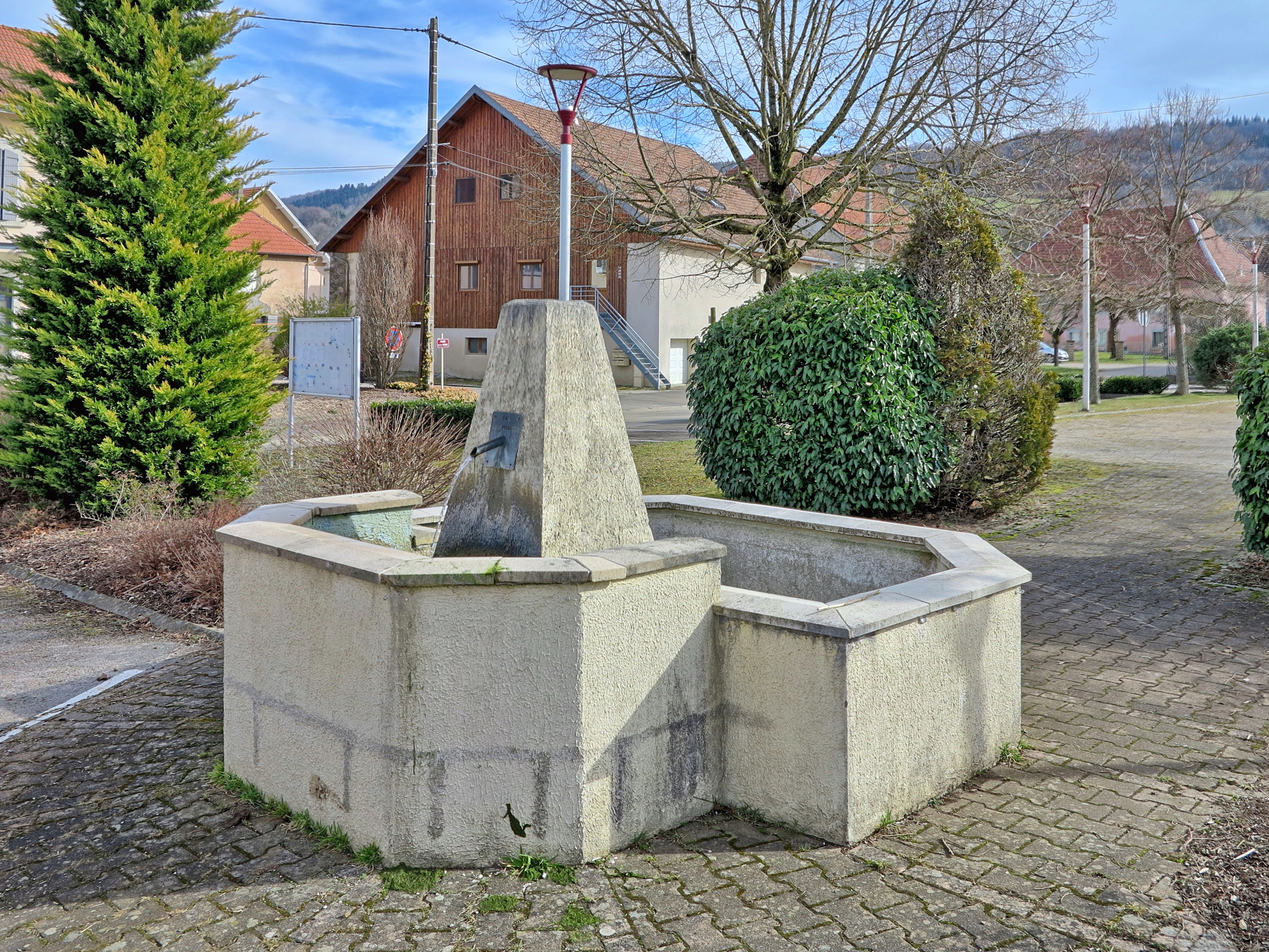
Fontaine.
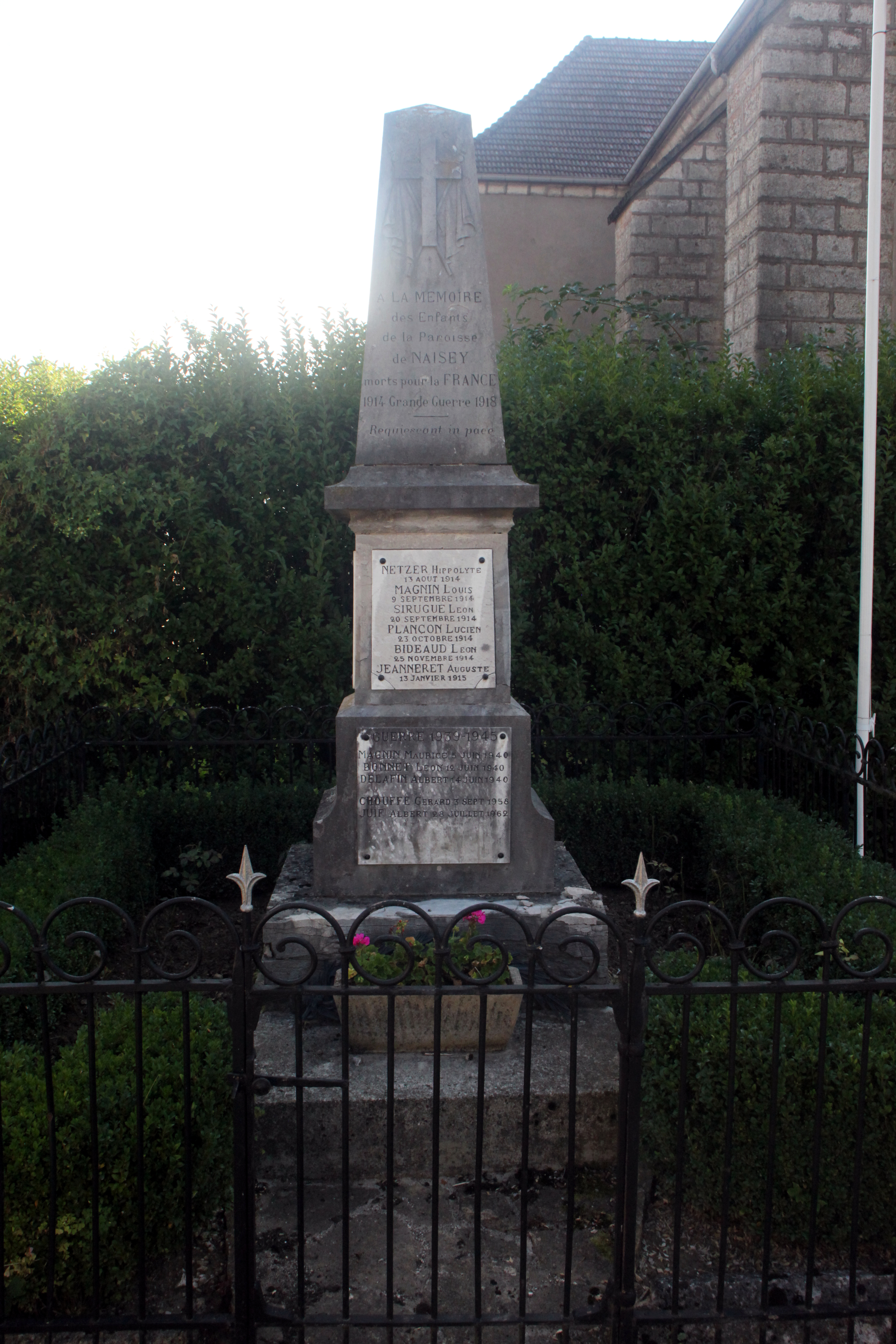
Monument aux morts.

### Personnalités liées à la commune
- Guillaume Aldebert, chanteur français, a travaillé de 1999 à 2004 à l'école de la commune comme animateur extra-scolaire[21].

### Héraldique
| Blason de Naisey-les-Granges | Blason  | De sinople à l'épée basse d'argent, accostée de deux pignons de grange d'or ; au chef d'or fretté de sable. |
| Blason de Naisey-les-Granges | Détails | L'épée est l'attribut de saint Antide, patron de la paroisse locale. Les pignons de granges renvoient au nom de la commune. Le champ vert est pour l'agriculture et le chef fretté est tiré des armes de la famille de Joux. Création de Jean-François Binon adoptée le 29 mars 2019. |